# Pâraie, Suceava
Pâraie este un sat în comuna Mălini din județul Suceava, Moldova, România.
 Acest articol despre o localitate din județul Suceava este deocamdată un ciot. Puteți ajuta Wikipedia prin completarea lui.